# Cucubalus
- Commons
- Wikispecies

Cucubalus L. é um género botânico pertencente à família Caryophyllaceae.

## Espécies
- Cucubalus acaulis
- Cucubalus aegyptiacus
- Cucubalus alpestris
- Cucubalus alpinus
- Cucubalus angustifolius
- Cucubalus baccifer
- Lista completa

## Classificação do gênero
| Sistema | Classificação                    | Referência               |
| ------- | -------------------------------- | ------------------------ |
| Linné   | Classe Decandria, ordem Trigynia | Species plantarum (1753) |